# Naučná stezka Orjaku
Naučná stezka Orjaku, estonsky Orjaku õpperada, je naučná stezka u vesnice Orjaku v kraji Hiiumaa v Estonsku. Nachází na pevnině ostrova Hiiumaa v mokřadu mezi zálivem Jausa (Jausa laht) a zátokou Käina (Käina Laht) na pobřeží Baltského moře v Přírodním parku Zátoka Käina - Kassari (Käina lahe – Kassari maastikukaitseala).

## Další informace
Naučná stezka Orjaku je téměř po celé délce postavená na povalových dřevěných chodnících a je vhodná i pro vozíčkáře. Skládá se z jednoho okruhu ve tvaru osmičky (délka 2 km) a jedné navazující přímé trasy (délka 0,7 km). Stezka je zaměřena na přírodu a historii oblasti. Kromě přírody, pozorování ptáků (vyskytuje se zde až 192 druhů ptáků) a biotopu mokřadu a moře, nabízí stezka také dvě dřevěné ptačí pozorovatelny a památkově chráněný bludný balvan Tõllukivi. Zřizovatelem trasy je RMK. Stezka je celoročně volně přístupná.

## Galerie

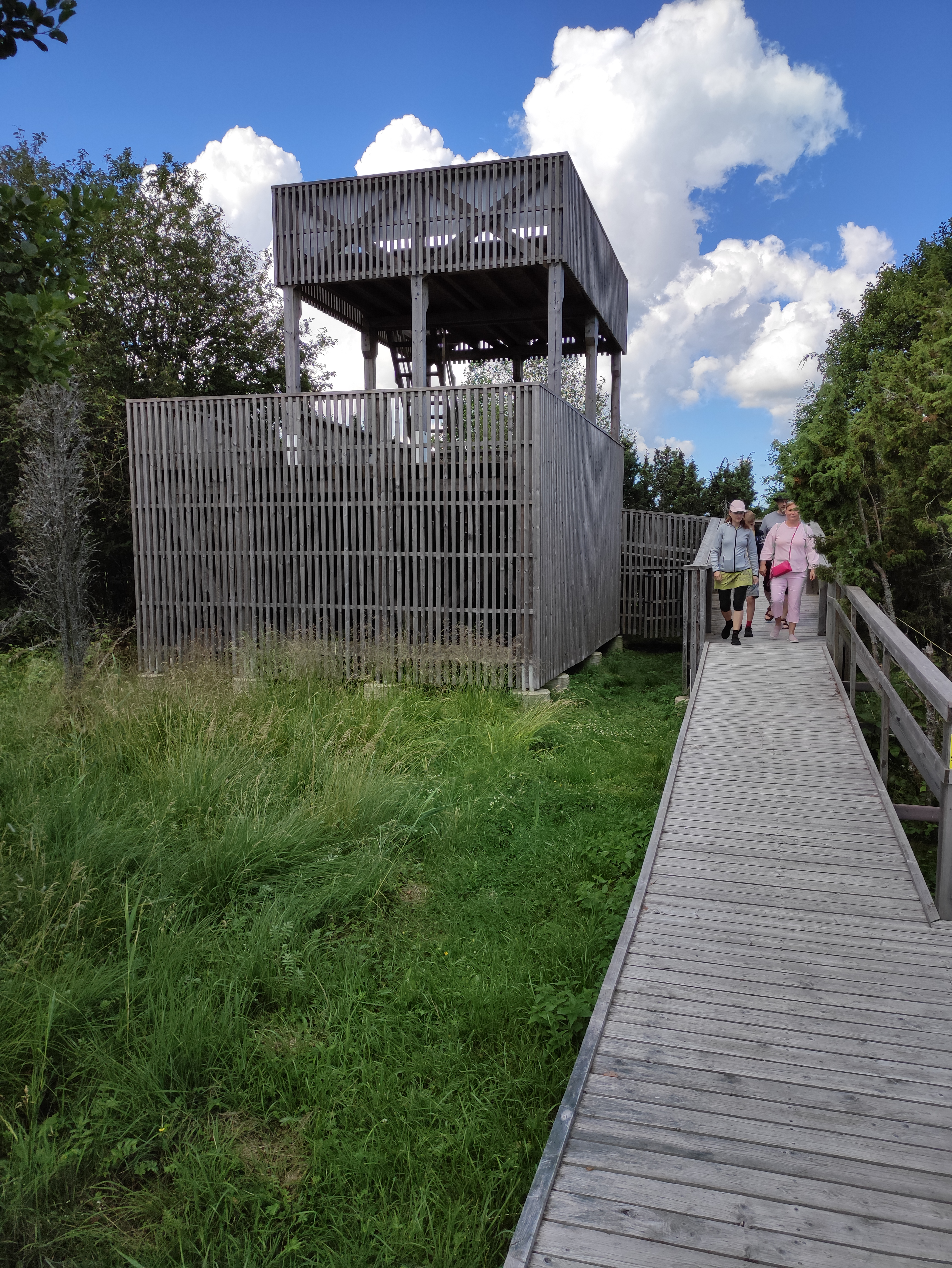
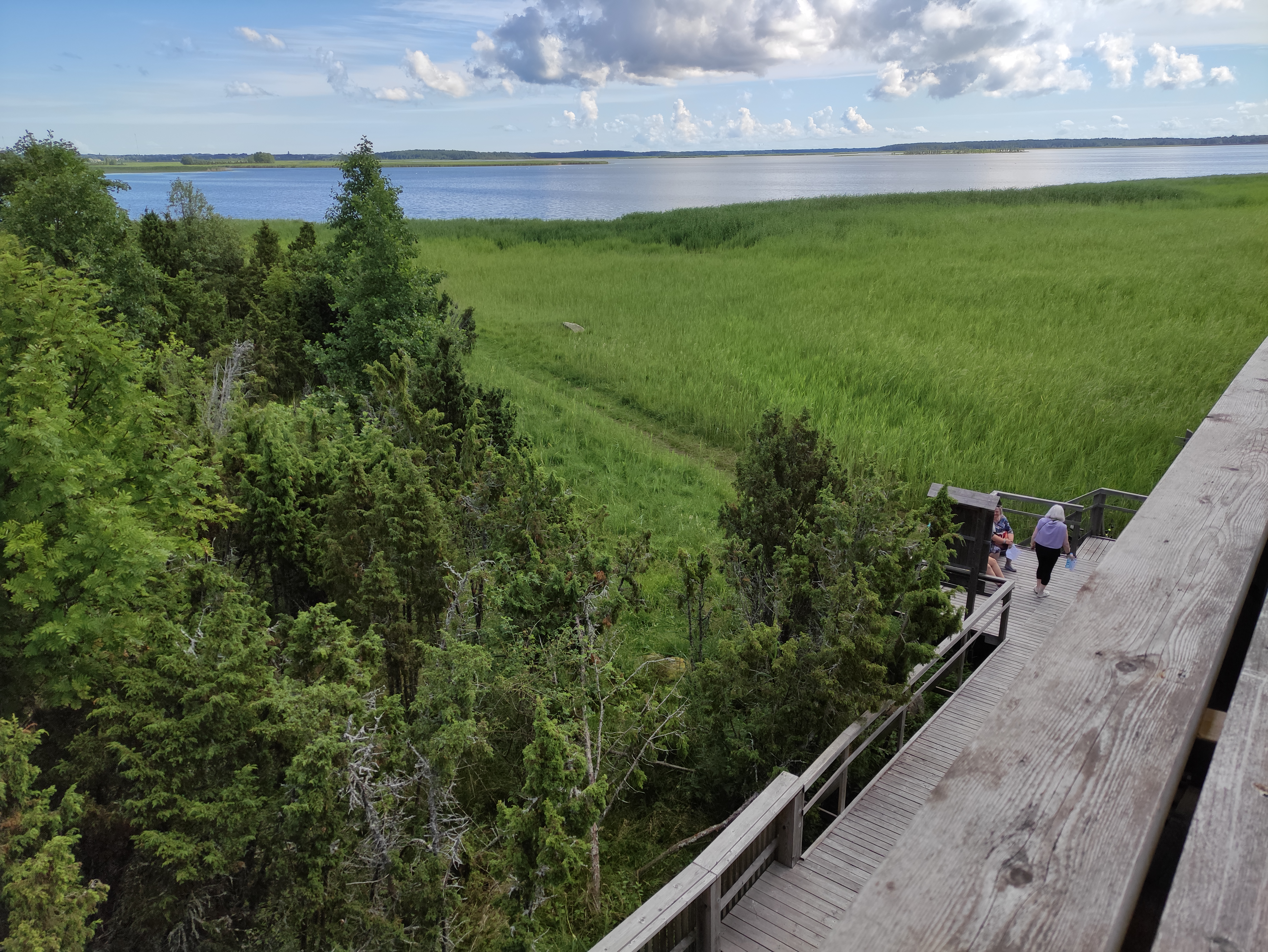
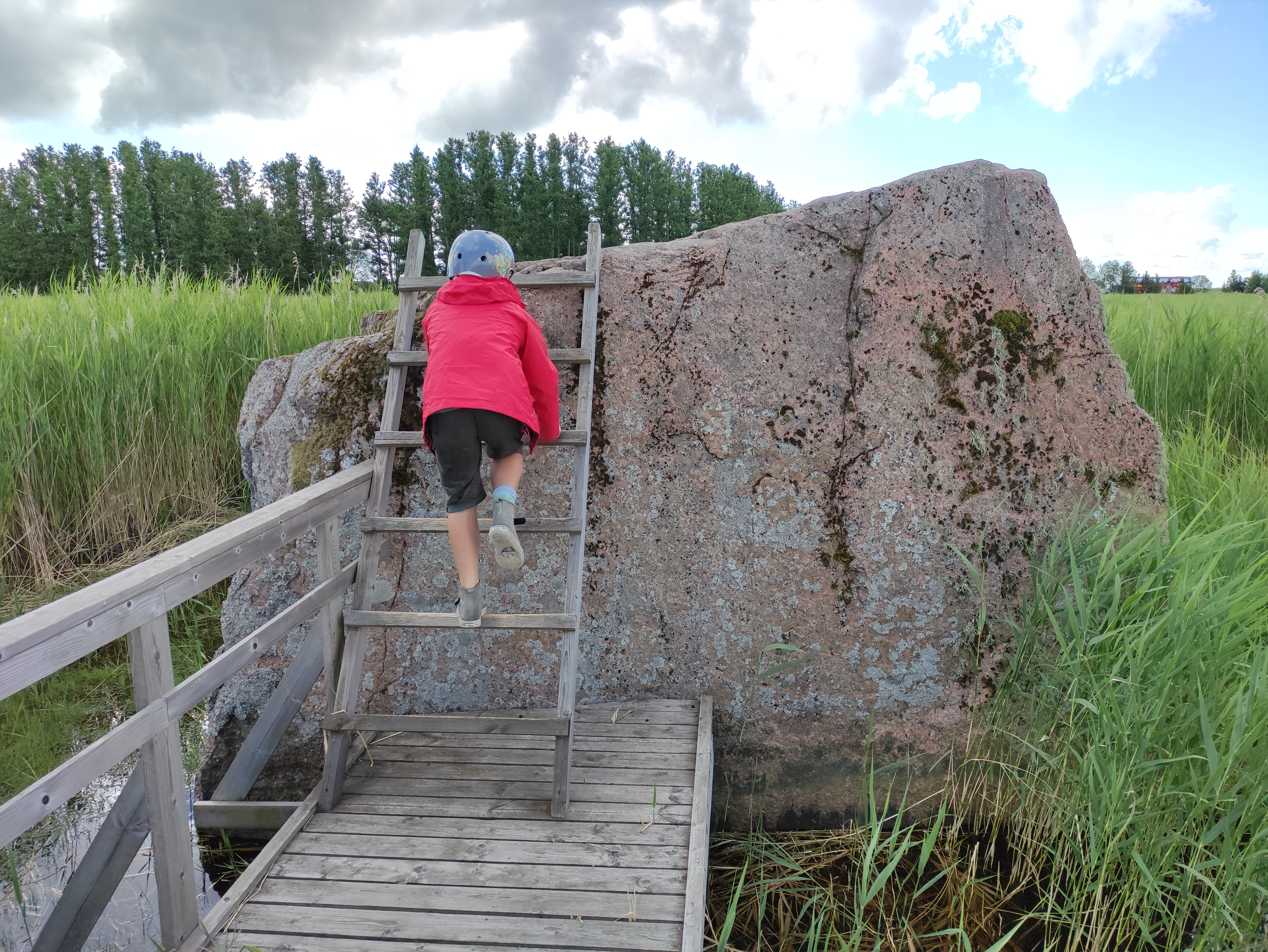
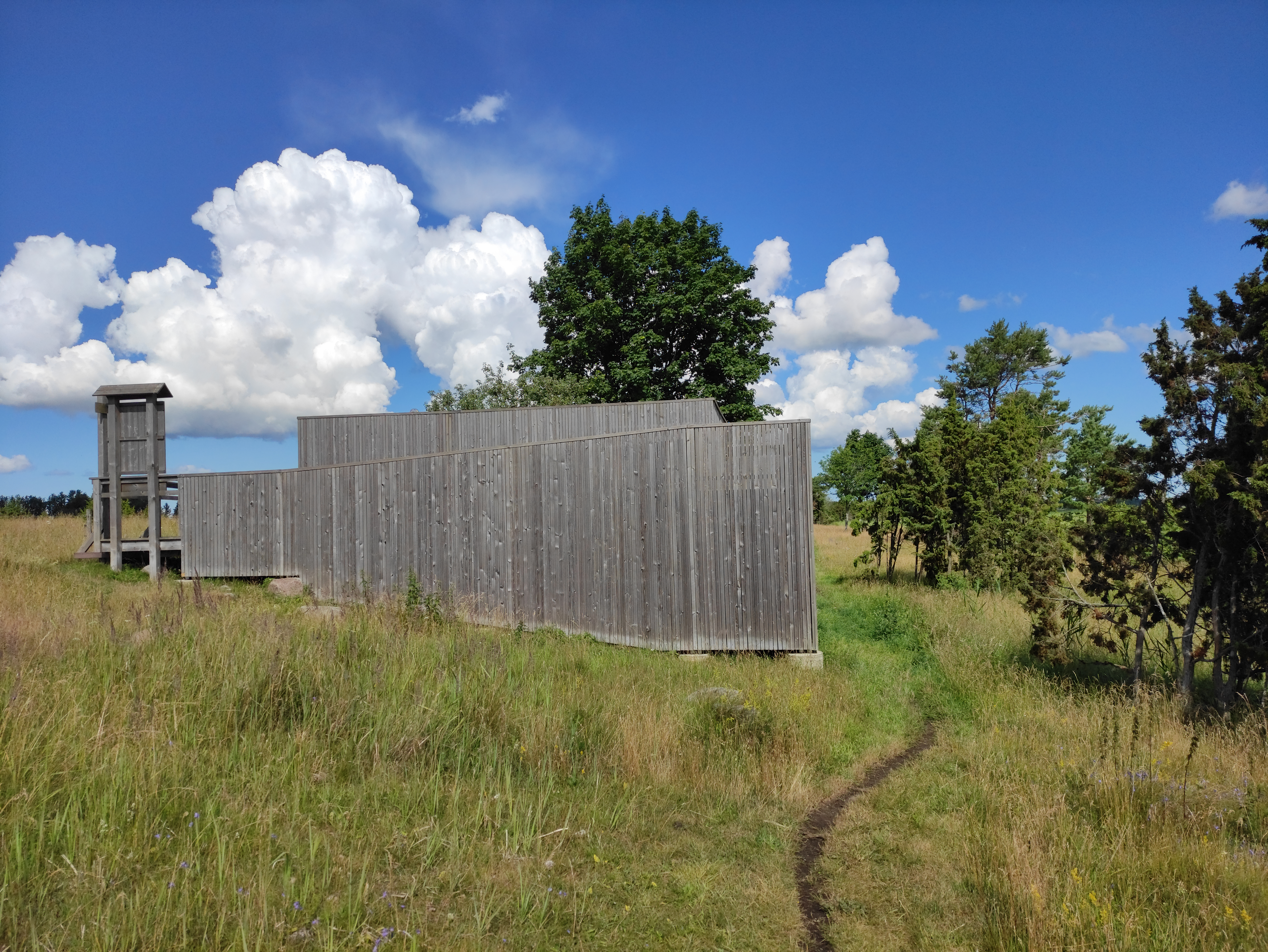